# Flamencologie
De Flamencologie is de wetenschap die tracht de ontstaansgeschiedenis van en de ontwikkeling van en binnen de flamenco uitputtend te onderzoeken en te beschrijven. Hierbij maakt men gebruik alle gangbare modern wetenschappelijke onderzoeksmethoden uit de musicologie als (origineel) bronnen onderzoek, geluidsfragmenten. Zij accepteert waar nodig hulp van alle zusterwetenschappen die zich daarvoor aandienen.  Flamencologie heeft als wetenschap de laatste tientallen jaren een grote bloei doorgemaakt, die nog steeds gecontinueerd wordt.
De flamencologie doet onderzoek naar een uiteenlopende hoeveelheid onderwerpen zoals oorsprong en basis en de ontwikkeling van de verschillende palos (flamenco-substijlen), de cante (flamenco-zang), en de baile (flamenco-dans). Ook de evolutie van de flamencogitaar, of de mode van de bailaora in de flamenco vanaf ontstaan tot aan heden kunnen onderwerp van flamencologisch onderzoek zijn.
In oorsprong is de flamencologie is een culturele beweging, ontstaan in de jaren 50 van de 20ste eeuw, die de bestudering, het onderzoek naar en de verspreiding van de flamenco kunst voorstaat. De term flamencología - flamencologie, werd voor de eerste keer in 1955 gebruikt door Anselmo González Climent, als de titel van zijn boek met hetzelfde thema.
Een flamencoloog is niet noodzakelijkerwijs synoniem aan het woord aficionado – een aan de flamenco toegewijde persoon. Deze laatste term heeft betrekking op iemand die erg veel weet van flamenco op basis van persoonlijke – niet wetenschappelijke, interesse, en daarnaast een leven leidt volgens de cultuur rondom de flamenco. Overigens kan een flamencoloog omgekeerd wél als aficionado door het leven gaan.